# Миранда (телесериал)
«Мира́нда» (англ. Miranda) — классический британский ситком о владелице магазинчика сувениров и различных вещиц для розыгрышей, состоящий из трёх сезонов и четырёх мини-эпизодов. Два специальных эпизода, показанные 25 декабря 2014 года и 1 января 2015 года, завершили сериал. 1 января 2020 года вышел специальный музыкальный выпуск в честь десятилетия сериала.
Получив положительные отзывы критиков, телесериал стал обладателем награды Королевского телевизионного общества и нескольких номинаций BAFTA. Телесериал регулярно повторяется на британском телевидении и доступен в США на потоковом сервисе Hulu.
В 2021 году вышла американская адаптация сериала — «Зовите меня Кэт».

## Сюжет
Миранда — постоянное разочарование своей матери Пенни. Долговязая и неуклюжая, она никогда не могла найти общий язык со своими подругами Тилли и Фанни, не получается у неё и общение с мужчинами. К бизнесу у Миранды тоже не лежит душа, и её магазинчиком управляет подруга детства — Стиви. Мама Миранды отчаянно хочет выдать дочь замуж, но та не особо стремится под венец, если только за университетского друга Гари, который по возвращении из путешествия устраивается шеф-поваром в ресторане по соседству с магазином Миранды, и в которого Миранда давно влюблена.
Множество забавных ситуаций сопровождает день Миранды, будь она в своем магазинчике, на встрече со школьными подругами или же просто общается со своим предметом обожания.

## В ролях
| Актер                    | Персонаж            | Сезон           | Сезон           | Сезон           | Сезон           |
| Актер                    | Персонаж            | 1               | 2               | 3               | Спецвыпуски     |
| Основной состав          | Основной состав     | Основной состав | Основной состав | Основной состав | Основной состав |
| ------------------------ | ------------------- | --------------- | --------------- | --------------- | --------------- |
| Миранда Харт             | Миранда             |                 |                 |                 |                 |
| Том Эллис                | Гари Престон        |                 |                 |                 |                 |
| Сара Хэдлэнд             | Стиви Саттон        |                 |                 |                 |                 |
| Патриция Ходж            | Пэнни, мать Миранды |                 |                 |                 |                 |
| Салли Филлипс            | Тилли               |                 |                 |                 |                 |
| Джеймс Холмс             | Клайв Эванс         |                 |                 |                 |                 |
| Второстепенные персонажи |                     |                 |                 |                 |                 |
| Кэти Викс                | Фанни               |                 |                 |                 |                 |
| Маргарет Кэбурн-Смит     | Элисон              |                 |                 |                 |                 |
| Джон Финнемор            | Крис                |                 |                 |                 |                 |
| Люк Паскуалино           | Джейсон             |                 |                 |                 |                 |
| Эдриан Скарборо          | Чарли               |                 |                 |                 |                 |
| Доминик Коулман          | Покупатель          |                 |                 |                 |                 |
| Стэйси Лью               | Тамара              |                 |                 |                 |                 |
| Богдан Порай             | Майкл Джекфорт      |                 |                 |                 |                 |
| Наоми Бентли             | Роуз                |                 |                 |                 |                 |

## Эпизоды
| Сезон | Сезон         | Эпизоды | Оригинальная дата показа | Оригинальная дата показа |
| Сезон | Сезон         | Эпизоды | Премьера сезона          | Финал сезона             |
| ----- | ------------- | ------- | ------------------------ | ------------------------ |
|       | 1             | 6       | 9 ноября 2009            | 14 декабря 2009          |
|       | 2             | 6       | 15 ноября 2010           | 20 декабря 2010          |
|       | Спец. эпизоды | 4       | 25 декабря 2010          | 15 марта 2013            |
|       | 3             | 6       | 26 декабря 2012          | 28 января 2013           |
|       | Финал         | 2       | 25 декабря 2014          | 1 января 2015            |
|       | Спец. эпизод  | 1       | 1 января 2020            | 1 января 2020            |

## Производство
В октябре 2014 года стало известно, что два специальных эпизода (рождественский и новогодний) станут последними для телесериала. Мэнди Флэтчер сменила Джульетту Мэй на посту режиссёра.

## Награды
| Год  | Премия                                                              | Категория                                                                | Результат |
| ---- | ------------------------------------------------------------------- | ------------------------------------------------------------------------ | --------- |
| 2010 | Британская Академия Телевидения (British Academy Television Awards) | Лучший комедийный сценарий                                               | Номинация |
| 2010 | Британская Академия Телевидения (British Academy Television Awards) | Лучшая комедийная актриса (Миранда Харт)                                 | Номинация |
| 2010 | Телевизионный фестиваль в Монте-Карло                               | Лучшая актриса (Миранда Харт)                                            | Номинация |
| 2010 | Телевизионный фестиваль в Монте-Карло                               | Лучшая актриса (Патриция Ходж)                                           | Номинация |
| 2010 | Broadcast Awards                                                    | Лучшая комедийная программа                                              | Номинация |
| 2011 | British Academy Television Craft Awards                             | Лучший режиссёр (Джульетта Мэй)                                          | Номинация |
| 2011 | 22nd British Comedy Awards                                          | Лучшая комедийная актриса телевидения (Миранда Харт)                     | Победа    |
| 2011 | British Comedy Awards                                               | Лучший ситком                                                            | Номинация |
| 2011 | 22nd British Comedy Awards                                          | Приз зрительских симпатий для короля или королевы комедии (Миранда Харт) | Номинация |
| 2014 | The National Television Awards                                      | Лучшая комедия                                                           | Номинация |